# Elsa-Sophie Jach
 Elsa-Sophie Jach (geboren 1991 in Vorwerk bei Bremen) ist eine deutsche Theaterregisseurin und Dramaturgin.

## Leben
Elsa-Sophie Jach studierte Regie an der Theaterakademie Hamburg und Szenisches Schreiben an der Universität der Künste Berlin.
Sie inszenierte an verschiedenen Theatern in Deutschland, Österreich und der Schweiz, u. a. am Thalia Theater Hamburg, Schauspielhaus Wien, Theater Bremen, Luzerner Theater.
Ihre Inszenierung Dritte Republik (UA 2018, Thalia Theater Hamburg) wurde 2019 zum Festival radikal jung am Münchner Volkstheater eingeladen. Ihre, gemeinsam mit Thomas Köck erarbeitete, Inszenierung von Köcks die zukunft reicht uns nicht (klagt, kinder klagt!) wurde 2018 zum virtuellen Theatertreffen auf nachtkritik.de und zu den Autorentheatertagen am Deutschen Theater Berlin eingeladen.
Das Münchner Feuilleton schreibt, „Stilistisch wirken Jachs Arbeiten bisweilen so, als saugten sie Einflüsse von anderen Regisseurinnen ihrer Generation in sich auf. Etwa die grelle Ästhetik einer Pınar Karabulut, die Geisterhausatmosphäre à la Ersan Mondtag oder das Spielerische und Nahbare der Arbeiten von Leonie Böhm.“
Enge Zusammenarbeitet verbindet sie mit ihren Bühnen- und Kostümbildnerinnen Marlene Lockemann, Aleksandra Pavlović und Johanna Stenzel, sowie dem Musiker Max Kühn, aber auch mit Intendant Andreas Beck.
Seit der Spielzeit 2022/2023 ist Elsa-Sophie Jach Hausregisseurin am Residenztheater München.
Die Entstehung und Proben ihrer Inszenierung von Romeo und Julia wurde 2025 vom Deutschen Theatermuseum begleitet, das Ergebnis wird in der Ausstellung making THEATRE Wie Theater entsteht gezeigt.

## Theaterinszenierungen (Auswahl)
- 2017 die zukunft reicht uns nicht (klagt, kinder klagt!), Schauspielhaus Wien
- 2018 Dritte Republik, Thalia Theater Hamburg
- 2019 Mitwisser, Theater Bamberg
- 2019 Sechs Koffer, Thalia Theater Hamburg
- 2019 Sommer, Schauspielhaus Wien
- 2020 Jugend ohne Gott, Theater Bamberg
- 2021 Nebraska, Theater Oberhausen
- 2021 WÜST, Theater Bremen
- 2021 Eileen, Theater Bremen
- 2021 Herz aus Glas, Residenztheater München
- 2021 Die Unerhörten – Technoide Liebesbriefe für antike Heldinnen, Residenztheater München
- 2021 Werther, Residenztheater München
- 2022 Für meinen Bruder, Schauspiel Leipzig
- 2022 Amphitryon, Luzerner Theater
- 2022 Orestie, Theater Münster
- 2022 Das Käthchen von Heilbronn, Residenztheater München
- 2023 Archiv der Tränen, Residenztheater München
- 2023 Die Fliegen, Residenztheater München
- 2023 Niederwald, Schauspiel Leipzig
- 2024 Die Kopenhagen-Trilogie, Residenztheater München
- 2024 Leonce und Lena und Lenz, Theater Münster
- 2024 Antigone, Theater Bremen
- 2024 Eine Zierde für den Verein, Residenztheater München
- 2025 Der zerbrochene Krug, Schauspiel Leipzig
- 2025 Romeo und Julia, Residenztheater München

## Auszeichnungen
- 2018 Nominierung Nachwuchsregisseurin des Jahres für Das Erdbeben in Chili der Zeitschrift Theater heute

- 2018 Nominierung Nestroy-Theaterpreis in der Kategorie „Beste Regie“ für die zukunft reicht uns nicht (klagt, kinder, klagt!)